# Проєктивний простір
У математиці проєктивним простором називають множину елементами якої є прямі (одновимірні підпростори) деякого лінійного простору. Розділ математики, що вивчає проєктивні простори — проєктивна геометрія. Окрім того проєктивні простори застосовуються в алгебричній геометрії, теорії еліптичних кривих, топології, комп'ютерній графіці.

## Визначення

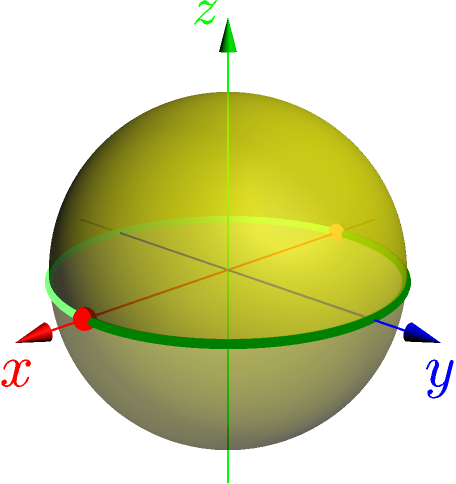
Прямі евклідова простору, що проходять через початок координат, можна уявити точками проєктивної площини

Нехай {\displaystyle V_{K}^{n+1}} — деякий векторний простір розмірності {\displaystyle n+1} над тілом {\displaystyle K}. Тоді проєктивним простором {\displaystyle P_{K}^{n}} розмірності {\displaystyle n} над тілом {\displaystyle K} називається множина класів еквівалентності {\displaystyle (V_{K}^{n+1}-\{0\})/}~ де відношення еквівалентності ~ задається так: два ненульові елементи {\displaystyle v_{1},v_{2}\in V_{K}^{n+1}} є еквівалентними тоді й тільки тоді, коли існує {\displaystyle k\in K}, таке що {\displaystyle v_{1}=kv_{2}}. Іншими словами, два елементи векторного простору є еквівалентними, якщо вони належать одному підпростору розмірності 1 (або, менш формально, лежать на одній прямій). Класи еквівалентності називаються точками проєктивного простору.
У простішому нетривіальному випадку {\displaystyle P_{R}^{2}} визначається як множина прямих тривимірного евклідового простору, що проходять через початок координат, у цих термінах пряма {\displaystyle R^{3}} є точкою {\displaystyle P^{2}}. З топологічної точки зору — це сфера {\displaystyle S^{2}}, в якої ототожнено протилежні точки (або напівсфера, в якої ототожнено протилежні точки граничного кола).

### Однорідні координати
У проєктивному просторі {\displaystyle P_{K}^{n}} можна задати координати. Нехай {\displaystyle x\in P_{K}^{n}} — деяка точка проєктивного простору. За визначенням вона є класом еквівалентності елементів векторного простору {\displaystyle V_{K}^{n+1}} (або класом еквівалентності точок відповідного афінного простору). Тоді координати {\displaystyle (x_{0},x_{1},...,x_{n})} якогось із представників цього класу можна прийняти як координати відповідної точки проєктивного простору. З визначень виходить, що координати {\displaystyle (x_{0},x_{1},...,x_{n})} і {\displaystyle kx_{0},kx_{1},...,kx_{n}} (де {\displaystyle k\in K,\quad k\neq 0}) визначають одну точку проєктивного простору. Якщо остання координата не рівна нулю, координатний запис, як правило, унормовують так, щоб вона була рівна одиниці.

## Афінні та проєктивні простори
Всі точки проєктивного простору можна поділити на дві множини в залежності від того, чи рівна остання координата нулю, чи ні. Якщо вона не рівна нулю то, як правило використовується такий координатний запис за якого вона рівна одиниці. Тоді можна задати природне вкладення афінного простору {\displaystyle A_{K}^{n}} в проєктивний простір {\displaystyle P_{K}^{n}} визначене ін'єкцією:
{\displaystyle (x_{1},x_{2},...,x_{n})\mapsto [x_{1},x_{2},...,x_{n},1]}
Точки, що не мають прообразу при цьому відображенні (тобто точки вигляду {\displaystyle [y_{1},y_{2},\ldots ,y_{n},0]}) називаються «точками в нескінченності». Вони є {\displaystyle n-1}- вимірним проєктивним підпростором простору {\displaystyle P_{K}^{n}}.
Через таке вкладення багато об'єктів афінних просторів мають свої відповідники у проєктивному просторі. Наприклад у випадку афінної і проєктивної площин прямій:
{\displaystyle ax+by+c=0\,}
відповідає пряма:
{\displaystyle aX+bY+cZ=0\,}.
Підставивши {\displaystyle Z=1} в це рівняння легко переконатися, що для всіх точок, що лежать на прямій в афінному випадку, відповідні точки лежать на прямій у проєктивному випадку. Крім того, у проєктивному випадку даній прямій належить «точка в нескінченності» з координатами {\displaystyle [-b,a,0]}.
В загальному випадку гіперплощині:
{\displaystyle a_{1}x_{1}+a_{2}x_{2}+...+a_{n}x_{n}+a_{n+1}=0\,}
в афінному просторі відповідає:
{\displaystyle a_{1}X_{1}+a_{2}X_{2}+...+a_{n}X_{n}+a_{n+1}X_{n+1}=0\,}
у проєктивному просторі.
Многочлену {\displaystyle P(x_{1},x_{2},...,x_{n})} степеня {\displaystyle d} відповідає однорідний многочлен {\displaystyle P[X_{1},X_{2},...,X_{n},X_{n+1}]=X_{n+1}^{d}p\left({\frac {X_{1}}{X_{n+1}}},{\frac {X_{2}}{X_{n+1}}},...,{\frac {X_{n}}{X_{n+1}}}\right)}.
На відміну від афінних просторів, у проєктивному просторі гіперплощини розмірності {\displaystyle n} заважди перетинаються і перетином є проєктивний підпростір розмірності {\displaystyle n-1}. Наприклад, якщо дві прямі {\displaystyle a_{1}x+b_{1}y+c_{1}=0} і {\displaystyle a_{2}x+b_{2}y+c_{2}=0} на афінній площині перетинаються в точці {\displaystyle (x_{0},y_{0})} то прямі {\displaystyle a_{1}X+b_{1}Y+c_{1}Z=0} і {\displaystyle a_{2}X+b_{2}Y+c_{2}Z=0} на проєктивній площині перетинаються в точці {\displaystyle [x_{0},y_{0},1]}. Якщо ж ці прямі паралельні то проєктивні прямі перетинаються в точці {\displaystyle [-b_{1},a_{1},0]} (або {\displaystyle [-b_{2},a_{2},0]} оскільки у випадку паралельних прямих ці координати позначають одну і ту ж точку). Окрім того, на відміну від афінного простору, проєктивний простір є компактним.
Ці та інші властивості роблять проєктивні простори зручнішими ніж афінні у багатьох галузях математичних досліджень, зокрема в алгебричній геометрії, теорії еліптичних кривих та ін.

## Аксіоматика проєктивних просторів

Площина Фано — приклад скінченного проєктивного простору

Для деякої множини {\displaystyle P} (множини точок) і множини {\displaystyle L} підмножин з {\displaystyle P} (множини прямих) проєктивний простір також можна визначити за допомогою таких аксіом:
1. Для довільних точок {\displaystyle p} і {\displaystyle q} існує єдина пряма якій належать обидві ці точки.
2. Довільна пряма містить не менше трьох точок.
3. Якщо {\displaystyle a},{\displaystyle b},{\displaystyle c},{\displaystyle d} — різні точки і прямі {\displaystyle ab} і {\displaystyle cd} перетинаються, то перетинаються також прямі {\displaystyle ac} і {\displaystyle bd}.

Для визначених у такий спосіб об'єктів можна визначити розмірність. Якщо {\displaystyle P} складається з однієї точки то розмірність такого простору рівна 0. Якщо всі точки містяться на одній прямій — розмірність рівна 1. Якщо є більше однієї прямої і всі прямі перетинаються — розмірність рівна 2. В інших випадках розмірність більша ніж 2.
Згідно з теоремою Веблена — Юнга, це означення еквівалентне поданим вище для всіх розмірностей окрім розмірності 2, коли всі прямі перетинаються. У випадку розмірності 2 існують об'єкти — недезаргові площини, які не можна визначити через векторні простори над деяким тілом.